# 珠海市梅华中学
珠海市梅华中学（英语：Zhuhai Meihua Middle School）是一所位于广东省珠海市香洲区的公办初级中学。学校占地面积26000平方米，建有韶华楼、菁华楼、英华楼、风华楼、昭华楼 、体育馆等6栋建筑，可容纳36个教学班，1800名学生。学校以梅花为文化符号，以“品梅育心 各美其美”为办学理念，以“成为更好的自己”为育人目标，致力于培养有中华传承、具国际视野的新时代中国公民和社会英才。

## 历史
学校的前身是珠海市文园中学梅华分校，于2017年7月开工建设，2021年9月正式投入使用，成为珠海市梅华中学。

## 办学条件
学校拥有40多名一线教师，其中有广东省新一轮中小学 “百千万人才培养工程”教育家培养对象、广东省校长工作室主持人1人，广东省的名班主任工作室主持人2人，珠海市名教师2人，市名师工作室主持人1人，区学科带头人3人等。
学校推进特色建设，打造书香校园，是中国STEM教育2029行动计划课题学校。

## 文化传统
校训：臻善创美 日新又新
教风：严慈相济 诚欣赏之意评学，德能双馨 坚精进之志问教；
学风：自主 树勇毅之品求知，诚朴友爱 怀敬畏之心向善。
办学目标：高质量 有特色、现代化的新优质学校
育人目标：为梅华学子“成为更好的自己”、有美好的人生、成为有中华传承、具国际视野的新时代中国公民和社会英才奠基。
办学策略：人文与科学共举 传统与现代并重
学校文化：品梅育心 各美其美